# Pallamano ai XVII Giochi del Mediterraneo
I tornei di pallamano ai XVI Giochi del Mediterraneo si sono svolti dal 23 giugno al 30 giugno 2013 nei seguenti impianti:
- Adana Yüreğir Serinevler Sports Hall di Adana (Torneo femminile)
- Adana Lütfullah Aksungur Sports Hall di Adana (Torneo maschile)

Ogni Paese, per ciascun torneo, ha potuto iscrivere una squadra di 16 giocatori.

## Regolamento
Il regolamento ufficiale del torneo è quello approvato dalla IHF e in vigore al 1º gennaio 2009.  Saranno assegnati i punteggi come segue:
- 3 punti per una vittoria
- 1 punto per un pareggio
- Zero punti per una sconfitta

In caso di parità al termine della fase a gironi, le classifiche verranno determinate seguendo i regolamenti tecnici IHF. La parità alla fine di uno scontro diretto vede l'applicazione dei regolamenti tecnici dell'IHF, per classificare opportunamente le squadre.

## Medaglieri
| Posizione | Paese     |
| --------- | --------- |
|           | Egitto    |
|           | Croazia   |
|           | Turchia   |
| 4         | Italia    |
| 5         | Slovenia  |
| 6         | Serbia    |
| 7         | Tunisia   |
| 8         | Macedonia |
| 9         | Algeria   |
| 10        | Grecia    |

| Posizione | Paese      |
| --------- | ---------- |
|           | Serbia     |
|           | Slovenia   |
|           | Croazia    |
| 4         | Montenegro |
| 5         | Spagna     |
| 6         | Turchia    |
| 7         | Tunisia    |
| 8         | Italia     |
| 9         | Macedonia  |
| 10        | Algeria    |